# Szpital Żydowski i Przytułek dla Zniedołężniałych fundacji Abrahama i Henrietty Rohrów w Poznaniu
Szpital Żydowski i Przytułek dla Zniedołężniałych fundacji Abrahama i Henrietty Rohrów w Poznaniu – żydowski zakład leczniczo-opiekuńczy, znajdujący się przy dzisiejszej ul. Henryka Wieniawskiego w Poznaniu. Zakład funkcjonował do 1939 roku. Budynki zostały zniszczone w trakcie walk o Poznań zimą 1945 roku.

## Historia
Rentier Moritz Rohr, urodzony w Bojanowie w 1835 roku, syn miejscowego kupca żydowskiego, w ciągu życia związany był z Jarocinem, Poznaniem, Wrocławiem i Berlinem, gdzie wziął ślub, a w 1896 roku zmarł. Mieszkając we Wrocławiu , 30 czerwca 1887 roku ustanowił fundację imienia swoich zmarłych rodziców Abrahama i Henrietty Rohrów. Miała ona na celu wspieranie i szerzenie rzemiosła, zawodów technicznych, rolnictwa i ogrodnictwa w gminie jarocińskiej i poznańskiej. Przeznaczył on wówczas 600 tys. marek poznańskiej Gminie Synagogalnej na budowę nowego szpitala żydowskiego oraz 350 tys. marek gminie żydowskiej w Bojanowie na założenie tam przytułku dla starców. W 1893 wspólnie z rodzeństwem przekazał pozostały kapitał fundacji w wysokości 220 tys. marek władzom poznańskiego kahału. Ten zachował dla siebie jedynie 20 tys., resztę przekazując gminie jarocińskiej. By odebrać fundację z 1887 roku i rozpocząć budowę obiektu konieczne było zatwierdzenie jej statutu przez Królewską Rejencję w Poznaniu i otrzymanie sankcji monarszej. Pierwsze 300 tys. marek odebrano dopiero w 1890, a drugą ratę w lutym 1893. Do tego czasu kapitał został wzmocniony przez datki o łącznej wartości 20 tys. marek, pochodzące od innych darczyńców .
Problemem Poznania w XIX wieku były słabe warunki sanitarne, spowodowane brakiem miejsca wewnątrz murów twierdzy poligonalnej. Gdy w 1889 roku podjęto decyzję o ich likwidacji, szansę na budowę nowego zakładu dostrzegła gmina żydowska, poszukująca wówczas lokalizacji dla szpitala fundacji Rohrów. W 1890 dokonano zakupu parceli położonej przy ówczesnej ul. Przed Bramą Królewską 5. Biegła ona poza murami miasta, wzdłuż stoków wałów twierdzy. Teren od północy otaczał prywatny ogród przy ul. Libelta, zamieniony w 1905 na Park Stanisława Moniuszki, od południa plac zabaw na terenie dzisiejszego Parku Henryka Wieniawskiego, a od zachodu nasyp kolejowy linii Poznań–Toruń. Dziś w tym miejscu znajduje się Ośrodek Nauki PAN przy ul. Wieniawskiego 17/19 .
Wzniesiony w latach 1893–1895 budynek szpitala połączonego z przytułkiem dla obłożnie chorych został zaprojektowany przez parę berlińskich architektów: Heinricha Schmiedena i Albrechta Speera. Prace budowlane nadzorował poznański budowniczy rządowy August Lauber, a większość robót wykonały miejscowe firmy żydowskie. Jedynie prace malarskie w przyszpitalnej synagodze oraz założenie instalacji wodociągowej i centralnego ogrzewania powierzono firmom z Berlina. Całkowity koszt budowy i wyposażenia kompleksu wyniósł 430 tys. marek. Kolejne 5 tys. wydano jeszcze w 1895 roku na podłączenie budynku do miejskiej sieci kanalizacyjnej. Była to opłata jednorazowa, a grunty szpitalne zostały zwolnione z opłacania czynszu kanałowego .
Otwarcie zakładu nastąpiło 18 czerwca 1895 roku. Z tej okazji z Berlina przyjechał fundator zakładu z żoną i najbliższą rodziną oraz jeden z projektantów obiektu Heinrich Schmieden. Uroczystość rozpoczął krótką przemową i podziękowaniami dla fundatora przewodniczący poznańskiej Gminy Synagogalnej Samuel Schönlank, wręczając Rohrowi klucze do przyszpitalnej synagogi. Ten wszedł jako pierwszy i po dalszej części przemówienia Schönlanka, zawierającej podziękowania dla wszystkich wykonawców, zapalił wieczną lampę. Gdy wniesiono już zwoje Tory, na kazalnicę wszedł naczelny rabin poznańskiej gminy ortodoksyjnej Wolf Feilchenfeld, a po recytacji 41 psalmu – nadrabin gminy reformowanej Philipp Bloch. Uroczystość zakończono modlitwą za cesarza i rodziców fundatora .
Pacjentami szpitala i przytułku byli chorzy członkowie gmin żydowskich z terenu Prowincji Poznańskiej. Do przytułku przyjmowano osoby starsze, posiadające roczną emeryturę lub rentę w wysokości 1000 marek. Decyzją poznańskiej Gminy Synagogalnej mogli oni być całkowicie lub częściowo zwolnieni z opłat. Na podstawie osobnej umowy z magistratem do szpitala przyjmowano również chrześcijan i biednych Żydów z polecenia Miejskiej Deputacji Ubogich. Zgłoszenia przyjmowano w biurze zarządu zakładu przy ul. 23 Lutego 33, a w nagłych przypadkach u portiera. Dzienna stawka za pobyt w ośrodku wynosiła od 1,5 (2 dla zamiejscowych) do 7,5 marek i zależała od wielkości zamieszkiwanego pomieszczenia. Tę kwotę powiększano o koszty poniesione na leki, materiały opatrunkowe, wino, koniak, wody mineralne i szczególną opiekę pielęgniarską .

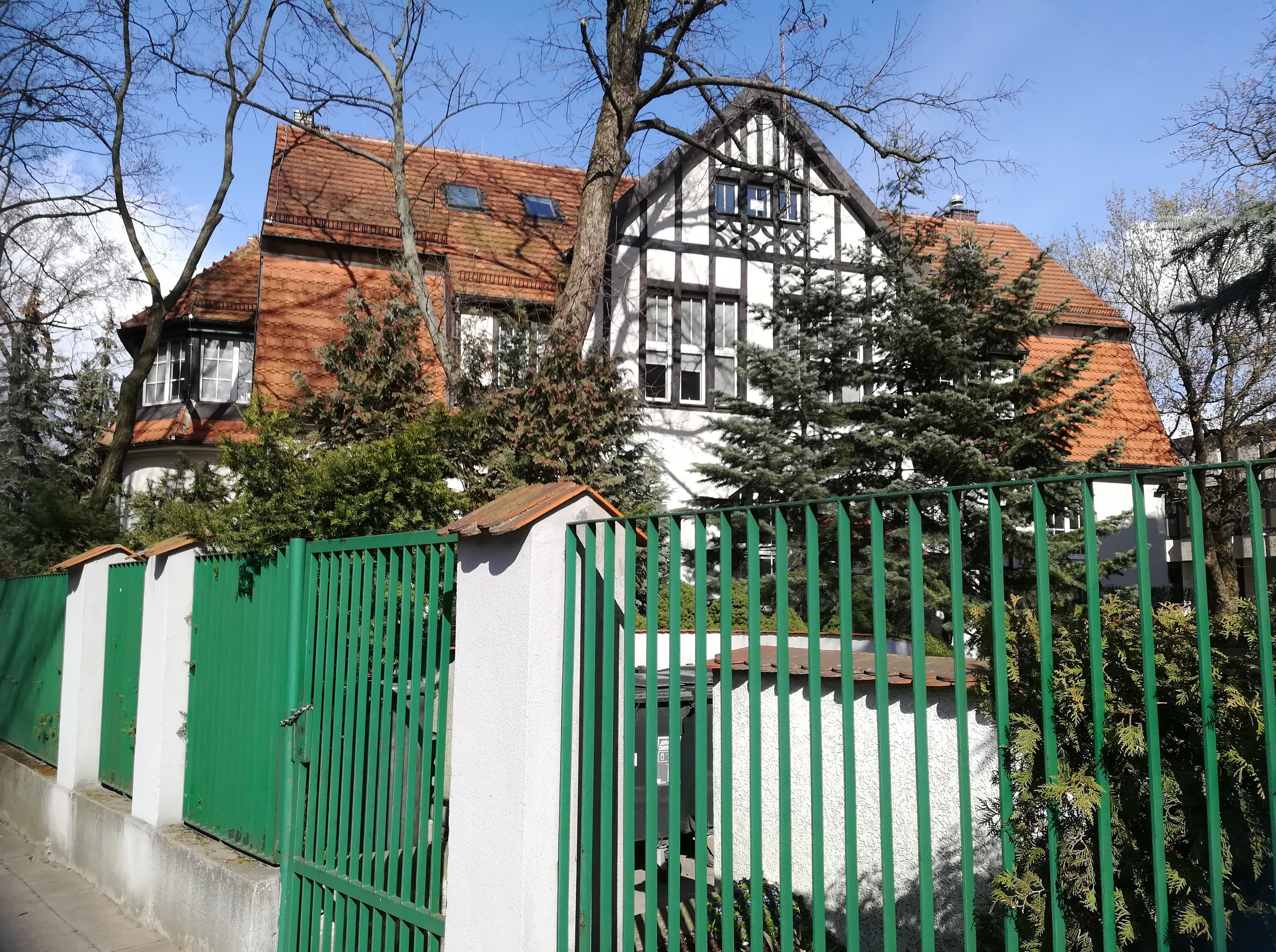
Dawny budynek infekcyjny, przebudowany po wojnie na dom mieszkalny przy ul. Zygmunta Noskowskiego 12 (jedyna ocalała część założenia)

Oddział męski szpitala mieścił 15 łóżek, a kobiecy – 14. Przytułek dla zniedołężniałych był w stanie przyjąć jednocześnie 18 pacjentów. W roku sprawozdawczym 1908/1909 w szpitalu leczyło się 496 osób, rok później było ich 500 (424 Żydów i 76 chrześcijan), a przytułek zamieszkiwało 7 kobiet i 1 mężczyzna. W roku sprawozdawczym 1912/1913 liczba pacjentów wzrosła do 571 (w tym 493 Żydów i 78 chrześcijan) . W latach 1930–31 w zakładzie leczono łącznie już tylko 190 osób.
Ponieważ wydatki zakładu przewyższały jego dochody, subwencjonowaniem instytucji zajmowała się poznańska gmina żydowska i jej zamożniejsi członkowie. Z tego względu zarząd gminy wybierał również członków tzw. Komisji Administracyjnej, kierującej zakładem. Jej pierwszym przewodniczącym był adwokat Julius Salz, a jego następcą kupiec i radca miejski Hermann Elkeles. Po rewizji z 4 września 1896 w budynku otwarto przyszpitalną aptekę prowadzoną przez inspektora zakładu, posiadającego odpowiednie uprawnienia. Do swojej śmierci w styczniu 1910 roku, funkcję tę pełnił Isidor Schwarz .
Jako że dobry stan techniczny budynku utrzymywał się przez cały okres jego istnienia, nie było potrzeby przeprowadzania remontów, ani jego przebudowy. W 1909 roku wykonano drobne prace malarskie na korytarzach i w pojedynczych pomieszczeniach. 1 marca 1912 oddano do użytku nowo wybudowany oddział zakaźny szpitala w oddzielnym budynku, wzniesiony wg projektu Alfreda Grottego na tyłach parceli, z dłuższą, frontową elewacją zwróconą w kierunku ul. Roosevelta. Teren pod budowę pozyskano w wyniku zamiany gruntów: ośmiometrowej szerokości pas ziemi od strony ul. Wieniawskiego zamieniono na obszar o takich samych wymiarach po zachodniej stronie kompleksu .
W 1933 odnowiono statut fundacji, co umożliwiło dalsze jej funkcjonowanie, aż do wybuchu II wojny światowej. W 1940 władze niemieckie rozpoczęły poszukiwania terenu pod budowę nowego gmachu szpitala dla żandarmerii i policji. Jego projektantem miał być główny architekt niemieckiej policji Carl Stahl-Urach. Jedną z propozycji ze strony służb była przebudowa dawnego szpitala fundacji Rohrów. Nie zyskała ona jednak aprobaty władz miasta, które planowały przekształcenie Dzielnicy Cesarskiej w faszystowską dzielnicę rządową. Klęska III Rzeszy uniemożliwiła jednak realizację planów policji, a zabudowania szpitalne zostały zniszczone w trakcie walk o Poznań zimą 1945 roku. W 1993 na ich miejscu wzniesiono poznański ośrodek PAN. Jedyną ocalałą częścią kompleksu pozostał budynek infekcyjny, przebudowany po wojnie na dom mieszkalny przy ul. Zygmunta Noskowskiego 12.

## Architektura
Kompleks budynków szpitala i przytułku zajmował czwartą część parceli o powierzchni 4 mórg  (ok. 10 tys. m²). Część frontową zajmował ogród z fontanną, stanowiący część obszernego założenia parkowego, znajdującego się głównie na tyłach parceli. Stanowiły je alejki wysadzane licznymi drzewami i krzewami. Po prawej stronie głównej bramy ulokowano dwa małe budynki: dom portiera i kostnicę , a kompleks budynków szpitalnych, zbudowanych w systemie korytarzowo-pawilonowym na lekko wznoszącym się terenie w centrum działki. W jego skład wchodziła część główna budynku, skierowana podłużną fasadą do ulicy Wieniawskiego, mieszcząca pomieszczenia administracyjne i pokoje pacjentów przytułku. Z jej południowo-wschodniego narożnika, przed lico fasady wystawała prostokątna przybudówka bet midraszu. Ze środka zachodniej elewacji budynku głównego odchodziło prostopadle skrzydło szpitalne zakończone dużą przybudówką z poprzecznym korytarzem i dwoma salami operacyjnymi. Od skrzydła szpitalnego, prostopadle w kierunku północnym odchodziła jedyna parterowa część budynku, mieszcząca pomieszczenia gospodarcze .
Ze względu na położenie w pierwszym rejonie fortecznym, mimo posiadania solidnych fundamentów, budynki mogły być maksymalnie jednopiętrowe oraz posiadać drewniany szkielet konstrukcji słupowo-ramowej, wypełniony ściankami Rabitza (napięta, cynkowana siatka druciana oszalowana obustronnie zaprawą cementową) . Tak nietrwała forma budynku dawała możliwość jego rozbiórki w ciągu 24 godzin. Mogła ona wynikać z ewentualnej intensywnej aktywności budowlanej na terenach pofortecznych, zakłócającej charakter kompleksu, wpisujący się w popularny model niskich, szachulcowych lecznic wznoszonych na przedmieściach niemieckich miast. Elementy konstrukcyjne, takie jak białe powierzchnie wypełniające brązowe ramy konstrukcji, wykorzystano tutaj jako dekoracje elewacji. Fasadę frontową wykonano w stylu charakterystycznym dla architektury uzdrowiskowej: ze spłaszczonymi i spiętymi dekoracyjnymi więźbami dachami z mocno wystającymi, wspartymi na konsolach okapami i obiegającymi elewację balkonami z dekoracyjnymi balustradami .
W momencie budowy szpital fundacji Rohrów był jednym z najlepiej wyposażonych instytucji leczniczo-opiekuńczych w Prowincji Poznańskiej i odznaczał się nietypowym dla tego typu instytucji charakterem. Wychodząc z założenia, że chory potrzebuje miejsca opieki, które możliwie jak najmniej będzie przypominać mu o chorobie, zdecydowano się na nadanie obiektowi charakteru bardziej uzdrowiskowego niż szpitalnego. Na tę estetykę złożyło się wielokrotne rozczłonkowanie kompleksu, jego umiejscowienie w spokojnej okolicy założenia ogrodowo-parkowego oraz przestrzenność i przewiewność korytarzy i pomieszczeń budynku .

### Część administracyjna i przytułek
Podłużna część główna kompleksu szpitalnego usytuowana została równolegle do ul. Wieniawskiego i mieściła zarówno pomieszczenia administracyjne jak pokoje dla zniedołężniałych. W ścianę wewnątrz westybulu wmurowano tablicę upamiętniającą fundatora zakładu. Szeroki, jasny korytarz po prawej stronie prowadził do dwupokojowego mieszkania lekarza-asystenta oraz czteropokojowego mieszkania służbowego inspektora zakładu. Korytarz w lewej części budynku prowadził do biura, pokoju zgłoszeń, sali posiedzeń i czterech pokoi przytułku. Na obu końcach korytarza znajdowały się toalety .
Parter z pierwszym piętrem budynku głównego połączono za pomocą stalowych, kręconych schodów. Centralne miejsce drugiej kondygnacji zajęła sala konferencyjna wymalowana pompejańską czerwienią, z podłogą wyłożoną klepką dębową. Na jej ścianach zawieszono portrety Abrahama i Henrietty Rohrów oraz trzech niemieckich cesarzy. Ustawiono tam również nakręcany raz do roku, staroangielski zegar skrzynkowy z berlińskiej kolekcji fundatora. Po obu stronach sali konferencyjnej ulokowano łącznie 10 pokoi dla zniedołężniałych, po jednym pokoju służbowym dla pielęgniarza i pielęgniarki, reprezentacyjne pomieszczenie przeznaczone do picia herbaty i zmywania naczyń oraz dwie łazienki .
Przytułek posiadał łącznie na obu piętrach 18 żelaznych łóżek z materacami sprężynowymi. Każdy pokój był wyposażony ponadto w specjalne stoliki ułatwiające spożywanie posiłków, sofy, fotele, zegar ścienny, lustro, umywalkę i system wentylacji niepowodujący przeciągów .

### Bet midrasz
Poprzeczne przejście z korytarza w przytułku na parterze budynku głównego prowadziło do domu nauki . Jego wnętrze zamknięte wielokątną apsydą od wschodu, przykryte czworokątną kopułą Rabitza, oświetlały wysokie witrażowe okna zakończone łukami. Ściany wyłożone zostały boazerią, a podłoga – klepką dębową ułożoną na asfalcie. Elementy oświetlenia, włącznie z nisko zwisającym żyrandolem, wykonane zostały z brązu. Po prawej stronie od wejścia znajdowały się wąskie schody z drewnianą balustradą, prowadzące na emporę kobiecą. Można było również dostać się tam przez zadaszony balkon, na który prowadziło poprzeczne przejście z południowego końca korytarza na pierwszym piętrze przytułku .

### Szpital
Skrzydło szpitalne wychodzące prostopadle z zachodniej elewacji części głównej budynku, zostało podzielone na dwa oddziały: męski na parterze i kobiecy na piętrze. Obie kondygnacje łączyła klatka schodowa i winda hydrauliczna. Na każdym piętrze znajdował się: umieszczony z jednej strony skrzydła, dobrze oświetlony i połączony z korytarzem w przytułku korytarz; pokój z jednym łóżkiem, dwie sale po pięć łóżek każda, dwa dwuosobowe pokoje o wyższym standardzie (udostępniane za opłatą), pokój siostry dyżurnej, pokój dla obsługi, toaleta i łazienka. Ponadto na piętrze, w pobliżu łazienki, znajdowała się niewielka kuchnia i pomieszczenie do zmywania. Ściany w toaletach i łazienkach wyłożono płytkami porcelanowymi, a podłogi – flizami. W skrzydle szpitalnym zlokalizowano również dwie bieliźniarki, przeznaczoną do odpoczynku na wolnym powietrzu leżalnię i specjalne pomieszczenie do obchodzenia żydowskiego święta Sukkot .
Na zachodnim krańcu skrzydła znajdowała się duża przybudówka z poprzecznym korytarzem. Mieściła laboratorium, magazyn narzędzi chirurgicznych i materiałów opatrunkowych oraz dwie sale operacyjne (septyczną i aseptyczną) z wysokimi łukowatymi oknami, ścianami wyłożonymi płytkami ceramicznymi i podłogami wyłożonymi flizami .

### Część gospodarcza
Jednokondygnacyjna część gospodarcza kompleksu oddzielona została od równoległej do niej części administracyjnej wybrukowanym podwórzem. Posiadała trzy wejścia na główny korytarz szpitalny i jedno na podwórze. Mieściła się tam duża, jasna kuchnia; połączona z nią spiżarnia i pokój dla służby; zmywalnia, duże pomieszczenie pralni oraz mniejsze, przeznaczone do prania rzeczy poplamionych krwią. Oba wyposażone zostały w parowe instalacje do dezynfekcji ubrań .

### Budynek infekcyjny
Znajdujący się w zachodniej części parceli i odseparowany ogrodem od zabudowań szpitalnych podłużny budynek oddziału zakaźnego szpitala składał się z trzech samodzielnych oddziałów. Na parterze mieściły się oddziały dla chorych na tyfus i dyfteryt, a na pierwszym piętrze – na szkarlatynę. Każdy oddział posiadał oddzielne wejście, kuchnię, pokój dla pielęgniarek, toaletę, łazienkę, pomieszczenia gospodarcze i pokoje do obserwacji chorych. Na piętrze znajdowała się ponadto przeszklona, wychodząca na południe weranda służąca jako miejsce zabaw dla dzieci. W budynku znajdowała się również izolatka dla chorych na dżumę lub cholerę, wyposażona w toaletę, urządzenie kąpielowe i pokój do dezynfekcji. W piwnicy mieściło się pomieszczenie palacza, łazienka dla sióstr i laboratorium dla lekarzy. W budynku infekcyjnym znajdowało się 11 pomieszczeń łącznie dla 30 pacjentów, lecz w razie potrzeby, liczbę łóżek można było zwiększyć .